# Lindsey Buckingham (album)
Lindsey Buckingham è il settimo album in studio da solista del chitarrista e cantante statunitense Lindsey Buckingham, pubblicato nel 2021.

## Tracce
Tutte le tracce sono state scritte da Lindsey Buckingham, eccetto dove indicato.

1. Scream – 2:11
2. I Don't Mind – 4:05
3. On the Wrong Side – 3:36
4. Swan Song – 3:27 (Buckingham, Jordon Zadorozny, Brad Laner)
5. Blind Love – 3:47
6. Time – 3:56 (Michael Merchant)
7. Blue Light – 3:24
8. Power Down – 3:54
9. Santa Rosa – 4:24
10. Dancing – 3:49